# Lapin (astrologie chinoise)
Pour les articles homonymes, voir Lièvre (homonymie).

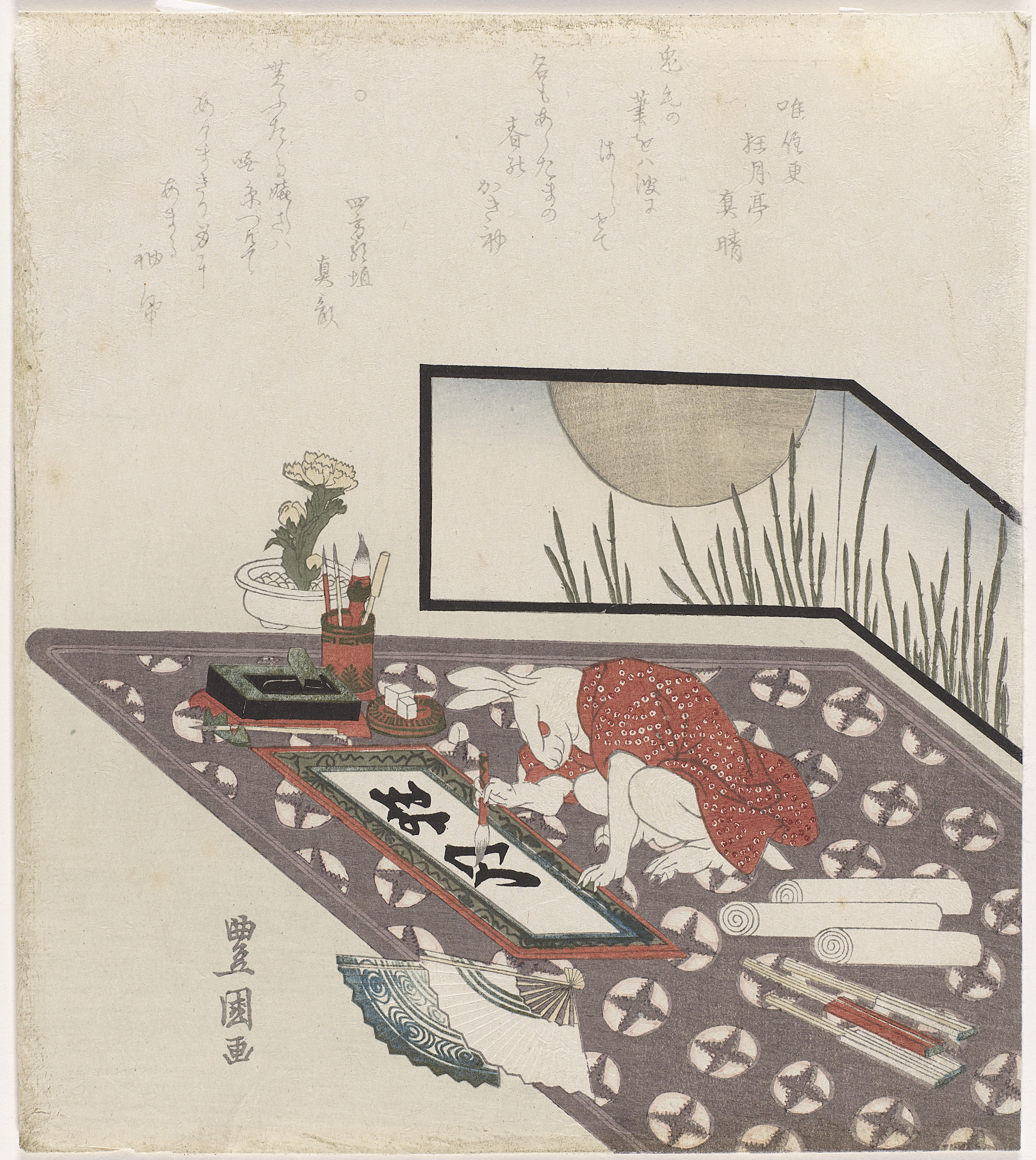
Lièvre qui calligraphie un souhait pour le Nouvel An de l'année du lièvre, en 1819 (Utagawa Toyokuni).

Le Lapin (ou Lièvre) est le quatrième animal dans l'ordre d'arrivée qui apparaît dans le zodiaque chinois, lié au calendrier chinois.
Dans le zodiaque vietnamien, le Chat occupe la place du Lapin/Lièvre.

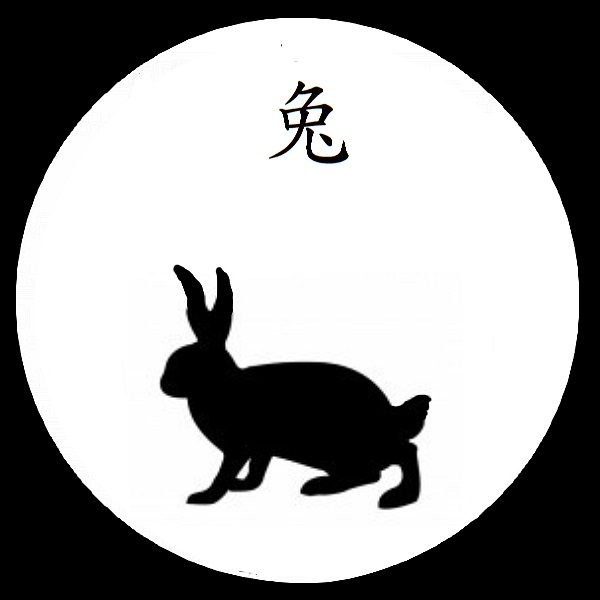
Signe astrologique chinois du Lièvre.